# Copa del Generalísimo de baloncesto 1959
La Copa del Generalísimo de baloncesto 1959 fue la número 23.º, donde su final se disputó en el Palacio de Deportes de Barcelona de Barcelona el 20 de junio de 1959.
En esta edición de la Copa del Generalísimo participan los ocho primeros clasificados de la Liga 1958-59. Los dos primeros clasificados de la fase final de Primera División.

## Equipos clasificados
| Pos. | Equipo                 | Pts. | PJ | G  | E | P  | GF   | GC   | Dif. | Clasificación o descenso           |
| ---- | ---------------------- | ---- | -- | -- | - | -- | ---- | ---- | ---- | ---------------------------------- |
| 1    | CF Barcelona           | 60   | 22 | 20 | 0 | 2  | 1313 | 1102 | +211 | Avanzan directamente a Semifinales |
| 2    | Real Madrid CF         | 57   | 22 | 19 | 0 | 3  | 1365 | 1113 | +252 | Avanzan directamente a Semifinales |
| 3    | Juventud Badalona      | 51   | 22 | 17 | 0 | 5  | 1231 | 1009 | +222 |                                    |
| 4    | CB Orillo Verde        | 42   | 22 | 14 | 0 | 8  | 1221 | 1065 | +156 |                                    |
| 5    | CB Aismalíbar Montcada | 39   | 22 | 13 | 0 | 9  | 1135 | 1050 | +85  |                                    |
| 6    | CB Estudiantes         | 38   | 22 | 12 | 2 | 8  | 1141 | 1115 | +26  |                                    |
| 7    | RCD Español            | 27   | 22 | 9  | 0 | 13 | 1177 | 1258 | −81  |                                    |
| 8    | CD Hesperia            | 25   | 22 | 8  | 1 | 13 | 1310 | 1228 | +82  |                                    |

 Fuente: Linguasport
También clasificaron los dos primeros de la fase final de Primera División:
- CN Helios
- Club San Agustín

## Cuartos de final
Se clasifica a semifinales el primer equipo de cada equipo que obtenga dos victorias. Los partidos se jugaron el 9 y 10 de mayo.

### Grupo I (Madrid)
| Pos. | Equipo           | PJ | G | P | PF  | PC  | DP  | Pts | Clasificación            |   | HES | ESP   | SAG    | EST   |
| ---- | ---------------- | -- | - | - | --- | --- | --- | --- | ------------------------ | - | --- | ----- | ------ | ----- |
| 1    | CD Hesperia      | 2  | 2 | 0 | 127 | 104 | +23 | 4   | Acceso a las Semifinales |   | —   | 65–48 | –      | 62–56 |
| 2    | RCD Español      | 2  | 1 | 1 | 149 | 116 | +33 | 3   |                          |   | –   | —     | 101–61 | –     |
| 3    | Club San Agustín | 2  | 1 | 1 | 129 | 160 | −31 | 3   |                          | – | –   | —     | 78–59  |       |
| 4    | CB Estudiantes   | 2  | 0 | 2 | 115 | 140 | −25 | 2   |                          | – | –   | –     | —      |       |

 Fuente: Linguasport

### Grupo II (Barcelona)
| Pos. | Equipo                 | PJ | G | P | PF  | PC  | DP  | Pts | Clasificación            |   | AIS | JUV   | ORI   | HEL   |
| ---- | ---------------------- | -- | - | - | --- | --- | --- | --- | ------------------------ | - | --- | ----- | ----- | ----- |
| 1    | CB Aismalíbar Montcada | 2  | 2 | 0 | 106 | 99  | +7  | 4   | Acceso a las Semifinales |   | —   | 62–56 | 44–43 | –     |
| 2    | Juventud Badalona      | 2  | 1 | 1 | 127 | 102 | +25 | 3   |                          |   | –   | —     | –     | 71–40 |
| 3    | CB Orillo Verde        | 2  | 1 | 1 | 95  | 91  | +4  | 3   |                          | – | –   | —     | 52–47 |       |
| 4    | CN Helios              | 2  | 0 | 2 | 87  | 123 | −36 | 2   |                          | – | –   | –     | —     |       |

 Fuente: Linguasport

## Semifinales
Los partidos de ida se jugaron el 6 de junio y los de vuelta el 14 de junio.
| Equipo 1       | Agr.    | Equipo 2               | Ida   | Vuelta |
| -------------- | ------- | ---------------------- | ----- | ------ |
| Real Madrid CF | 121–133 | CF Barcelona           | 63–68 | 58–65  |
| CD Hesperia    | 113–120 | CB Aismalíbar Montcada | 71–48 | 42–72  |

## Final
| 20 de junio de 1959, 23:45 | CF Barcelona                       | 50–36                              | CB Aismalíbar Montcada             | |  |
| 23:45 GTM+1                | Marcador por tiempos: 26–16, 24–20 | Marcador por tiempos: 26–16, 24–20 | Marcador por tiempos: 26–16, 24–20 | |  |
|                            | Estadísticas Jordi Bonareu 18      | Pts                                | Estadísticas Emiliano Rodríguez 14 | Pabellón: Palacio de Deportes de Barcelona, Barcelona Asistencia: 6.000 espectadores Árbitros: Eduardo Aznar Santiago Fernández |  |

| Campeón de la Copa del Generalísimo 1959 |
| ---------------------------------------- |
| CF Barcelona 7.º título                  |